# Brandsøy
Brandsøy este o localitate din comuna Flora, provincia Sogn og Fjordane, Norvegia, cu o suprafață de 0,45 km² și o populație de 550 locuitori (2013).